# Sárgabegyű virágjáró
A sárgabegyű virágjáró (Prionochilus maculatus) a madarak osztályának verébalakúak (Passeriformes) rendjébe és a virágjárófélék (Dicaeidae) családjába tartozó faj.

## Rendszerezése
A fajt Coenraad Jacob Temminck holland arisztokrata és ornitológus írta le 1836-ban, a Pardalotus nembe Pardalotus maculatus néven.

## Alfajai
- Prionochilus maculatus maculatus – (Temminck, 1836) Szumátra és Borneó területén él.
- Prionochilus maculatus natunensis – (Chasen, 1935)
- Prionochilus maculatus oblitus – (Mayr, 1938) Thaiföld és Malajzia területén él.
- Prionochilus maculatus septentrionalis – (Robinson & Kloss, 1921)[2] Mianmar és Thaiföld területén él.

## Előfordulása
Délkelet-Ázsiában, Brunei, Indonézia, Malajzia, Mianmar és Thaiföld területén honos. Kóborlásai során eljut Szingapúrba is.
Természetes élőhelyei a szubtrópusi és trópusi síkvidéki esőerdők és mocsári erdők, valamint ültetvények. Állandó, nem vonuló faj.

## Megjelenése
Testhossza 10 centiméter. Feje olíva-zöld, szárnya sötétebb árnyalatú. Hasán olíva-zöld, fehér és egy sárga csík található. Csőre sötét színű. A fiatal madár tollazata sápadtabb és csőre rózsaszín.
|  |

## Életmódja
Főleg gyümölcsökkel, nektárral és pollennel táplálkozik.

## Szaporodása
Szaporodási ideje áprilistól októberig tart. Fészekalja általában 2 tojásból áll.

## Természetvédelmi helyzete
Az elterjedési területe rendkívül nagy, egyedszáma pedig stabil. A Természetvédelmi Világszövetség Vörös listáján nem fenyegetett fajként szerepel.